# Pica hudsonia
Pica hudsonia là một loài chim trong họ Corvidae.
Loài này được tìm thấy ở nửa phía tây của Bắc Mỹ. Bộ lông màu đen và trắng, với các vùng màu đen trên lông cánh và lông đuôi với những vệt ánh kim màu xanh lam hoặc xanh lục lam. Đây là một trong bốn loài chim biết hót ở Bắc Mỹ có chiều dài đuôi chiếm một nửa hoặc hơn một nửa tổng chiều dài cơ thể.
Loài này thường thích môi trường sống thoáng đãng với các lùm cây, nhưng cũng có thể phổ biến ở các vùng đất nông nghiệp và khu vực ngoại ô. Trong lịch sử gắn liền với đàn bò rừng bizon, giờ đây loài chim này thường đậu trên lưng gia súc để bắt bọ ve và côn trùng. Chúng thường đi theo những kẻ săn mồi lớn, chẳng hạn như chó sói, để ăn ké con mồi sau khi chúng giết được. Loài này cũng đi bộ hoặc nhảy trên mặt đất để bắt bọ cánh cứng, châu chấu, giun và các loài gặm nhấm nhỏ.
Loài chim này xây tổ hình vòm được tạo thành từ cành cây và nằm gần ngọn cây, mỗi tổ thường có sáu đến bảy quả trứng. Quá trình ấp trứng chỉ do chim mái thực hiện, bắt đầu khi quá trình sinh sản hoàn tất và kéo dài 16–21 ngày. Thời gian làm tổ là ba đến bốn tuần. Loài chim này sinh sống trong tự nhiên có tuổi thọ từ sáu đến bảy năm.